# Yougoslavie aux Jeux olympiques d'hiver de 1988
La Yougoslavie participe aux Jeux olympiques d'hiver de 1988, qui ont lieu à Calgary au Canada. Ce pays, représenté par 22 athlètes, prend part aux Jeux d'hiver pour la treizième fois de son histoire. Il remporte trois médailles, deux d'argent et une de bronze, ce qui le place au 14e rang du tableau des médailles.

## Médaillés
| Médaille | Athlète                                              | Sport      | Épreuve                          |
| -------- | ---------------------------------------------------- | ---------- | -------------------------------- |
| Argent   | Matjaž Debelak Miran Tepeš Primož Ulaga Matjaž Zupan | Saut à ski | Grand tremplin par équipe hommes |
| Argent   | Mateja Svet                                          | Ski alpin  | Slalom femmes                    |
| Bronze   | Matjaž Debelak                                       | Saut à ski | Grand tremplin hommes            |